# Eccellenza Lazio 2012-2013
Il campionato italiano di calcio di Eccellenza regionale 2012-2013 è il ventunesimo organizzato in Italia. Rappresenta il sesto livello del calcio italiano. Il campionato si è concluso con la vittoria del N.Santa Maria delle Mole per il girone A, al suo primo titolo, e del Monterotondo Lupa per il girone B, al suo secondo titolo.
Tutte le squadre iscritte al campionato di Eccellenza hanno diritto a partecipare alla Coppa Italia Dilettanti Lazio.

## Stagione

### Aggiornamenti
Lo Zagarolo, neo retrocesso dalla Serie D, ha rinunciato ad iscriversi al campionato.
Il Cynthia viene ripescato in Serie D a completamento di organici. Al suo posto viene ripescato il Rodolfo Morandi.
Avvengono i seguenti cambi di denominazione solciale:
- La Fontenuovese diventa Fonte Nuova.
- La Vigor Cisterna diventa Pro Cisterna.
- Il Lariano diventa Lariano Velletri

Avvengono le seguenti Fusioni
- Il Diana nemi si fonde con i Canarini Rocca di Papa iscrivendosi al campionato con il nome di Rocca di Papa Nemi.

Vengono ammesse le seguenti squadre non aventi diritto:
- Caninese (come società di Promozione classificata al 1º posto della graduatoria determinata al termine dei play-off).
- Città di Monterotondo (come società di Promozione classificata al 2º posto della graduatoria determinata al termine dei play-off).
- Corneto Tarquinia (come società di Eccellenza perdente i play-out con la migliore posizione di classifica).

Di seguito la composizione dei gironi fornita dal Comitato Regionale Lazio.

## Girone A

### Squadre partecipanti
| Club                          | Città (provincia)                     | Stadio                                                       | Stagione precedente                   |
| ----------------------------- | ------------------------------------- | ------------------------------------------------------------ | ------------------------------------- |
| S.S.D. Albalonga              | Albano Laziale (RM)                   | "Pio XII" di Albano Laziale                                  | 2º in Eccellenza girone A             |
| S.S.D. Caninese               | Canino (VT)                           | "Gorizio Piermattei" di Canino                               | 4º in Promozione girone A (ripescata) |
| Pol.D. Cecchina Al.Pa         | Cecchina di Albano Laziale (RM)       | "Comunale" Cecchina (Albano Laziale)                         | 12º Eccellenza girone A               |
| U.S.D. Città di Monterotondo  | Monterotondo Scalo, Monterotondo (RM) | Stadio Ottavio Pierangeli di Monterotondo Scalo              | 2º in Promozione girone B (ripescata) |
| A.S.D. Corneto Tarquinia      | Tarquinia (VT)                        | "Liviano Bonelli" di Tarquinia                               | 14º Eccellenza girone A (ripescata)   |
| A.S.D. Pol. Fonte Nuova       | Fonte Nuova (RM)                      | Stadio "Comunale" di Fonte Nuova                             | 10º Eccellenza girone A               |
| Pol.D. Fregene                | Fregene, Fiumicino (RM)               | Stadio Paglialunga di Fregene                                | 1º Promozione girone A                |
| A.C.D. Guidonia Montecelio    | Guidonia Montecelio (RM)              | Stadio "Comunale" di Guidonia                                | 5º Eccellenza girone A                |
| U.S. Ladispoli                | Ladispoli (RM)                        | "Martini Marescotti" di Ladispoli                            | 13º Eccellenza girone A               |
| A.S.D. Montefiascone          | Montefiascone (VT)                    | "Fontanelle" di Montefiascone                                | 9º Eccellenza girone A                |
| A.S.D. Montecelio             | Montecelio, Guidonia Montecelio (RM)  | "Pietro Fiorentini" Montecelio (Guidonia)                    | 1º Promozione girone B                |
| A.S.D. Nuova Santa Maria Mole | Santa Maria delle Mole, Marino (RM)   | Stadio "Attilio Ferraris" di Santa Maria delle Mole (Marino) | 1º Promozione girone C                |
| A.S.D. Pisoniano              | Pisoniano (RM)                        | "Don Antonio Aureli" di Pisoniano                            | 3º Eccellenza girone A                |
| Pol. Rodolfo Morandi A.S.D.   | Lido di Ostia, Roma                   | Stadio "Anco Marzio" di Ostia (Roma)                         | 3º Promozione girone C (ripescata)    |
| A.S.D. Real Monterosi         | Monterosi (VT)                        | Stadio "Marcello Martoni" di Monterosi                       | 7º Eccellenza girone A                |
| F.C. Rieti                    | Rieti                                 | "Stadio Centro d'Italia - Manlio Scopigno" di Rieti          | 4º Eccellenza girone A                |
| Sporting Real Pomezia D.A.    | Pomezia (RM)                          | Stadio "Comunale" di Pomezia                                 | 6º Eccellenza girone A                |
| A.S.D. Villanova Calcio       | Guidonia Montecelio (RM)              | Stadio "Ferraris", Villanova di Guidonia                     | 8º Eccellenza girone A                |

### Classifica finale
|  | Pos. | Squadra                      | Pt | G  | V  | N  | P  | GF | GS | DR  |
|  | ---- | ---------------------------- | -- | -- | -- | -- | -- | -- | -- | --- |
|  | 1.   | Nuova Santa Maria delle Mole | 69 | 34 | 20 | 9  | 5  | 62 | 34 | +28 |
|  | 2.   | Fregene                      | 63 | 34 | 18 | 10 | 6  | 48 | 22 | +26 |
|  | 3.   | Sporting Real Pomezia D.A.   | 59 | 34 | 16 | 11 | 7  | 59 | 38 | +21 |
|  | 4.   | Rieti                        | 58 | 34 | 17 | 7  | 10 | 56 | 35 | +21 |
|  | 5.   | Albalonga                    | 58 | 34 | 16 | 10 | 8  | 52 | 39 | +13 |
|  | 6.   | Fonte Nuova                  | 54 | 34 | 16 | 6  | 12 | 60 | 52 | +8  |
|  | 7.   | Ladispoli                    | 49 | 34 | 14 | 7  | 13 | 45 | 29 | +16 |
|  | 8.   | Montefiascone                | 47 | 34 | 12 | 11 | 11 | 36 | 34 | +2  |
|  | 9.   | Pisoniano                    | 45 | 34 | 11 | 12 | 11 | 40 | 38 | +2  |
|  | 10.  | Villanova                    | 45 | 34 | 12 | 9  | 13 | 34 | 39 | -5  |
|  | 11.  | Caninese                     | 44 | 34 | 13 | 5  | 16 | 36 | 47 | -11 |
|  | 12.  | Città di Monterotondo        | 43 | 34 | 13 | 4  | 17 | 52 | 66 | -14 |
|  | 13.  | Real Monterosi               | 43 | 34 | 12 | 7  | 15 | 45 | 55 | -10 |
|  | 14.  | Cecchina Al.Pa.              | 42 | 34 | 10 | 12 | 12 | 33 | 35 | -2  |
|  | 15.  | Montecelio                   | 37 | 34 | 8  | 13 | 13 | 39 | 45 | -6  |
|  | 16.  | Guidonia Montecelio          | 30 | 34 | 6  | 12 | 16 | 43 | 61 | -18 |
|  | 17.  | Corneto Tarquinia            | 30 | 34 | 8  | 6  | 20 | 39 | 73 | -35 |
|  | 18.  | Rodolfo Morandi              | 21 | 34 | 4  | 9  | 21 | 36 | 73 | -37 |

Legenda:
      Promossa in Serie D 2013-2014.
      Ammessa ai play-off nazionali.
 Ai play-out.
      Retrocesse in Promozione Lazio 2013-2014.
Regolamento:
Tre punti a vittoria, uno a pareggio, zero a sconfitta.

### Risultati

#### Tabellone
|                   | ALB  | CAN  | CEC  | COR  | FON  | FRE  | GUI  | LAD  | MON  | MTF  | MTR  | NSMM | PIS  | RMO  | RMD  | RPO  | RIE  | VIL  |
| ----------------- | ---- | ---- | ---- | ---- | ---- | ---- | ---- | ---- | ---- | ---- | ---- | ---- | ---- | ---- | ---- | ---- | ---- | ---- |
| Albalonga         | –––– | 1-0  | 1-1  | 4-1  | 1-0  | 1-0  | 2-1  | 1-0  | 1-1  | 1-0  | 3-0  | 2-3  | 2-1  | 1-1  | 3-2  | 1-1  | 2-1  | 0-1  |
| Caninese          | 3-1  | –––– | 1-0  | 2-0  | 2-1  | 1-1  | 1-1  | 1-3  | 2-0  | 3-0  | 2-1  | 1-0  | 3-1  | 1-0  | 1-2  | 0-2  | 0-3  | 3-2  |
| Cecchina          | 1-1  | 3-0  | –––– | 0-0  | 0-1  | 1-0  | 2-0  | 1-0  | 1-1  | 0-0  | 1-0  | 1-1  | 0-0  | 2-0  | 1-1  | 1-3  | 0-1  | 0-1  |
| Corneto Tarquinia | 1-3  | 0-0  | 0-2  | –––– | 5-2  | 0-2  | 3-1  | 1-6  | 1-1  | 1-1  | 4-2  | 0-1  | 3-1  | 1-0  | 3-1  | 1-1  | 0-2  | 2-1  |
| Fonte Nuova       | 6-2  | 1-0  | 4-1  | 5-3  | –––– | 1-3  | 2-1  | 0-1  | 2-2  | 3-4  | 1-1  | 2-3  | 1-1  | 2-3  | 4-2  | 2-1  | 0-0  | 3-1  |
| Fregene           | 1-0  | 1-0  | 1-0  | 5-0  | 0-2  | –––– | 3-2  | 1-0  | 4-3  | 1-0  | 3-0  | 0-0  | 2-0  | 2-0  | 2-0  | 3-3  | 0-1  | 2-0  |
| Guidonia          | 0-3  | 0-0  | 0-0  | 5-1  | 0-4  | 0-0  | –––– | 1-4  | 0-1  | 0-4  | 2-1  | 1-3  | 1-2  | 3-1  | 2-2  | 2-2  | 3-2  | 0-0  |
| Ladispoli         | 1-1  | 2-1  | 0-0  | 1-0  | 0-1  | 1-2  | 1-2  | –––– | 1-2  | 3-0  | 1-0  | 2-0  | 1-1  | 2-2  | 1-1  | 2-0  | 0-1  | 0-0  |
| Montecelio        | 1-2  | 3-1  | 1-2  | 4-0  | 1-1  | 1-1  | 0-0  | 0-0  | –––– | 0-0  | 3-0  | 1-1  | 0-1  | 2-3  | 2-2  | 0-3  | 1-0  | 1-0  |
| Montefiascone     | 1-3  | 3-0  | 3-2  | 2-0  | 2-0  | 0-0  | 0-0  | 1-0  | 2-2  | –––– | 2-0  | 1-1  | 1-1  | 3-1  | 2-1  | 0-1  | 0-1  | 0-0  |
| Monterotondo      | 1-1  | 3-2  | 1-2  | 2-1  | 2-0  | 0-2  | 4-3  | 0-1  | 3-2  | 2-1  | –––– | 1-2  | 4-3  | 3-1  | 3-1  | 4-3  | 2-1  | 1-0  |
| Nuova S.M.M.      | 2-0  | 1-0  | 4-2  | 2-1  | 2-1  | 1-1  | 2-0  | 1-0  | 3-0  | 0-1  | 4-2  | –––– | 1-1  | 4-1  | 3-1  | 0-3  | 1-1  | 2-2  |
| Pisoniano         | 1-1  | 0-1  | 1-1  | 3-0  | 1-2  | 2-1  | 1-1  | 0-2  | 0-0  | 1-0  | 2-0  | 0-1  | –––– | 1-0  | 4-0  | 4-2  | 2-1  | 1-1  |
| Real Monterosi    | 2-1  | 1-1  | 2-1  | 4-1  | 3-1  | 2-2  | 3-0  | 1-5  | 0-1  | 0-0  | 2-2  | 1-2  | 2-0  | –––– | 4-2  | 1-1  | 0-5  | 1-2  |
| Real Morandi      | 1-4  | 1-2  | 1-1  | 1-2  | 0-0  | 0-1  | 2-2  | 2-1  | 1-0  | 0-1  | 4-1  | 1-6  | 0-1  | 0-2  | –––– | 2-2  | 1-5  | 0-0  |
| Real Pomezia      | 1-1  | 3-1  | 1-0  | 2-1  | 0-1  | 0-0  | 3-2  | 2-0  | 2-1  | 4-0  | 4-3  | 0-0  | 1-1  | 0-1  | 3-0  | –––– | 1-1  | 0-1  |
| Rieti             | 1-1  | 2-0  | 3-1  | 1-1  | 2-3  | 0-0  | 2-2  | 2-1  | 2-1  | 1-0  | 1-2  | 3-2  | 2-1  | 0-1  | 3-1  | 1-2  | –––– | 1-2  |
| Villanova         | 1-0  | 4-0  | 1-2  | 3-1  | 1-2  | 1-0  | 0-5  | 0-2  | 3-0  | 1-1  | 1-1  | 0-3  | 0-0  | 1-0  | 2-0  | 0-2  | 1-3  | –––– |

### Spareggi

#### Play-out
|                      | Risultati |            | Luogo e data             |
| -------------------- | --------- | ---------- | ------------------------ |
| Pol. Cecchina Al.Pa. | 4-0       | Montecelio | Cecchina, 19 maggio 2013 |

## Girone B

### Squadre partecipanti
| Club                                   | Città (provincia)               | Stadio                                     | Stagione precedente        |
| -------------------------------------- | ------------------------------- | ------------------------------------------ | -------------------------- |
| A.C.D. Anitrella                       | Anitrella (FR)                  | "Liri" di Monte San Giovanni Campano       | 13° in Eccellenza girone B |
| A.S.D. Atletico Boville Ernica         | Boville Ernica (FR)             | "Montorli" di Boville Ernica               | 18° in Serie D girone G    |
| A.S.D. Borgo Podgora 1950              | Borgo Podgora (LT)              | "Pietro Bongiorno" di Borgo Podgora        | 12° in Eccellenza girone B |
| A.S.D. Ceccano                         | Ceccano (FR)                    | "Dante Popolla" di Ceccano                 | 7° in Eccellenza girone B  |
| S.S.D. Colleferro Calcio               | Colleferro (RM)                 | "Andrea Caslini" di Colleferro             | 10° in Eccellenza girone B |
| ASD. US. Formia 1905 Calcio            | Formia (LT)                     | "Nicola Perrone" di Formia                 | 6° in Eccellenza girone B  |
| Pol. Gaeta                             | Gaeta (LT)                      | "Antonio Riciniello" di Gaeta              | 18° in Serie D girone H    |
| A.S.D. Lariano Velletri Calcio         | Velletri e Lariano (RM)         | "Roberto Abbafati" di Lariano              | -                          |
| A.S.D. Monte San Giovanni Campano      | Monte San Giovanni Campano (FR) | "San Marco" di Monte San Giovanni Campano  | 9° in Eccellenza girone B  |
| Pol. Monterotondo Lupa                 | Roma (RM)                       | "Francesca Gianni" di Roma                 | -                          |
| A.S.D. Morolo Calcio                   | Morolo (FR)                     | "Arnaldo Marocco" di Morolo                | 14° in Eccellenza girone B |
| A.S.D. Nuova Circe                     | San Felice Circeo (LT)          | "Aldo Ballarin" di San Felice Circeo       | 1° in Promozione girone D  |
| A.S.D. Pro Cisterna 1926               | Cisterna di Latina (LT)         | "Domenico Bartolani" di Cisterna di Latina | 5° in Eccellenza girone B  |
| A.S.D. Rocca di Papa Nemi              | Nemi (RM)                       | "Luciano Iorio" di Nemi                    | 15° in Eccellenza girone A |
| Terracina S.S.D. Terracina Calcio 1925 | Terracina (LT)                  | "Mario Colavolpe" di Terracina             | 11° in Eccellenza girone B |
| A.S.D. Tor Sapienza S.R.L.             | Tor Sapienza, Roma              | "Tre Torri" di Roma                        | 11° in Eccellenza girone A |
| A.S.D. Valmontone                      | Valmontone (RM)                 | "I Gelsi" di Valmontone                    | 8° in Eccellenza girone B  |
| A.S.D. Vis Artena                      | Artena (RM)                     | "Comunale" di Artena                       | 3° in Eccellenza girone B  |

### Classifica finale
|  | Pos. | Squadra                    | Pt | G  | V  | N  | P  | GF | GS  | DR   |
|  | ---- | -------------------------- | -- | -- | -- | -- | -- | -- | --- | ---- |
|  | 1.   | Monterotondo Lupa          | 75 | 34 | 21 | 12 | 1  | 63 | 16  | +47  |
|  | 2.   | Terracina (-1)             | 74 | 34 | 23 | 6  | 5  | 76 | 31  | +45  |
|  | 3.   | Pro Cisterna               | 68 | 34 | 19 | 10 | 4  | 62 | 32  | +31  |
|  | 4.   | Morolo                     | 58 | 34 | 16 | 10 | 8  | 76 | 38  | +39  |
|  | 5.   | Colleferro                 | 56 | 34 | 17 | 5  | 12 | 66 | 50  | +16  |
|  | 6.   | Vis Artena                 | 49 | 34 | 13 | 10 | 11 | 66 | 54  | +12  |
|  | 7.   | Boville Ernica             | 49 | 34 | 13 | 10 | 11 | 55 | 51  | +11  |
|  | 8.   | Gaeta (-3)                 | 48 | 34 | 13 | 12 | 9  | 61 | 41  | +24  |
|  | 9.   | Ceccano                    | 47 | 34 | 14 | 6  | 14 | 63 | 36  | +27  |
|  | 10.  | Monte San Giovanni Campano | 46 | 34 | 11 | 11 | 12 | 64 | 61  | +3   |
|  | 11.  | Formia (-1)                | 43 | 34 | 11 | 11 | 12 | 49 | 48  | +2   |
|  | 12.  | Nuova Circe                | 43 | 34 | 12 | 7  | 15 | 41 | 45  | -4   |
|  | 13.  | Rocca di Papa Nemi         | 43 | 34 | 11 | 10 | 12 | 37 | 50  | -13  |
|  | 14.  | Borgo Podgora              | 40 | 34 | 10 | 10 | 14 | 58 | 53  | +5   |
|  | 15.  | Tor Sapienza               | 36 | 34 | 9  | 9  | 16 | 43 | 64  | -24  |
|  | 16.  | Lariano Velletri           | 31 | 34 | 8  | 7  | 19 | 47 | 64  | -17  |
|  | 17.  | Valmontone                 | 30 | 34 | 8  | 6  | 19 | 38 | 68  | -40  |
|  | 18.  | Anitrella                  | 1  | 34 | 0  | 1  | 33 | 16 | 155 | -137 |

Legenda:
      Promossa in Serie D 2013-2014
      Ammessa ai play-off nazionali.
 Ai play-out.
      Retrocesse in Promozione Lazio 2013-2014.
Regolamento:
Tre punti a vittoria, uno a pareggio, zero a sconfitta.
Note:
Il Terracina ha scontato 1 punto di penalizzazione.
Il Gaeta ha scontato 3 punti di penalizzazione.
Il Formia ha scontato 1 punti di penalizzazione.

### Risultati

#### Tabellone
|                   | ANI  | ABO  | BOR  | CEC  | COL  | FOR  | GAE  | LAR  | MSCG | MON  | MOR  | NCI  | PCI  | RDP  | TER  | TOR  | VAL  | VAR  |
| ----------------- | ---- | ---- | ---- | ---- | ---- | ---- | ---- | ---- | ---- | ---- | ---- | ---- | ---- | ---- | ---- | ---- | ---- | ---- |
| Anitrella         | –––– | 0-7  | 0-2  | 1-2  | 0-4  | 0-9  | 1-2  | 0-1  | 1-2  | 1-1  | 0-1  | 0-1  | 0-7  | 0-1  | 0-4  | 1-3  | 0-2  | 1-2  |
| Atletico Boville  | 3-2  | –––– | 0-0  | 1-1  | 3-0  | 2-0  | 2-2  | 3-1  | 2-1  | 0-3  | 1-2  | 2-1  | 1-1  | 5-0  | 1-0  | 4-1  | 1-1  | 4-0  |
| Borgo Podgora     | 9-0  | 0-0  | –––– | 3-1  | 1-3  | 3-3  | 1-1  | 4-2  | 1-2  | 0-2  | 2-1  | 0-0  | 0-1  | 2-0  | 0-3  | 4-0  | 2-0  | 3-0  |
| Ceccano           | 11-2 | 3-2  | 2-0  | –––– | 1-2  | 2-0  | 5-3  | 3-1  | 0-2  | 0-1  | 0-1  | 0-1  | 2-3  | 0-1  | 1-1  | 3-2  | 2-0  | 3-1  |
| Colleferro        | 8-1  | 2-1  | 2-1  | 1-0  | –––– | 3-3  | 3-2  | 2-1  | 2-1  | 0-3  | 1-1  | 4-2  | 1-2  | 2-2  | 1-2  | 2-0  | 4-0  | 2-1  |
| Formia            | 3-2  | 1-0  | 0-2  | 2-0  | 2-3  | –––– | 0-1  | 1-1  | 1-1  | 0-1  | 2-0  | 0-2  | 0-1  | 0-0  | 1-1  | 1-1  | 2-1  | 3-2  |
| Gaeta             | 10-0 | 2-1  | 3-3  | 4-2  | 1-0  | 0-1  | –––– | 2-0  | 2-2  | 0-0  | 2-3  | 1-2  | 1-0  | 1-1  | 1-2  | 4-0  | 1-1  | 1-0  |
| Lariano Velletri  | 6-0  | 0-1  | 2-2  | 3-2  | 4-3  | 4-2  | 0-2  | –––– | 0-1  | 0-2  | 1-1  | 2-0  | 1-4  | 0-1  | 1-2  | 1-2  | 2-0  | 0-2  |
| Monte SGC         | 7-1  | 2-2  | 3-3  | 2-2  | 0-1  | 3-5  | 1-2  | 2-2  | –––– | 1-2  | 1-1  | 2-1  | 1-1  | 2-3  | 2-1  | 0-2  | 8-0  | 3-2  |
| Monterotondo Lupa | 12-0 | 1-0  | 4-1  | 1-1  | 1-1  | 3-2  | 0-0  | 0-0  | 1-0  | –––– | 2-0  | 1-0  | 0-0  | 1-0  | 1-1  | 3-1  | 1-1  | 2-0  |
| Morolo            | 12-0 | 6-2  | 1-1  | 3-0  | 2-1  | 4-0  | 3-1  | 1-1  | 4-1  | 0-1  | –––– | 1-2  | 2-2  | 6-2  | 1-2  | 1-1  | 2-1  | 3-0  |
| Nuova Circe       | 3-0  | 1-2  | 4-3  | 1-1  | 1-0  | 0-1  | 2-2  | 0-3  | 1-2  | 1-3  | 1-1  | –––– | 0-1  | 1-0  | 1-2  | 0-1  | 4-0  | 1-1  |
| Pro Cisterna      | 2-0  | 1-1  | 3-0  | 0-4  | 2-1  | 1-1  | 0-0  | 3-1  | 5-1  | 0-0  | 2-0  | 3-1  | –––– | 1-0  | 4-1  | 2-1  | 3-0  | 3-3  |
| Rocca di Papa     | 3-0  | 4-3  | 2-1  | 1-3  | 2-1  | 1-1  | 1-0  | 2-2  | 2-3  | 0-2  | 1-1  | 0-1  | 0-0  | –––– | 2-4  | 1-0  | 1-0  | 1-1  |
| Terracina         | 1-0  | 0-0  | 1-0  | 4-1  | 3-1  | 3-0  | 0-0  | 5-1  | 5-1  | 1-0  | 1-0  | 1-1  | 3-1  | 3-2  | –––– | 6-3  | 5-0  | 3-0  |
| Tor Sapienza      | 3-1  | 1-1  | 2-1  | 1-2  | 0-0  | 0-2  | 3-1  | 1-0  | 1-1  | 1-1  | 1-5  | 1-3  | 2-2  | 0-0  | 4-7  | –––– | 3-1  | 0-1  |
| Valmontone        | 4-1  | 2-0  | 2-2  | 0-3  | 1-2  | 0-0  | 0-4  | 3-1  | 1-2  | 3-5  | 1-4  | 4-1  | 1-0  | 0-0  | 1-0  | 1-0  | –––– | 1-5  |
| Vis Artena        | 9-0  | 2-0  | 3-1  | 3-2  | 2-4  | 1-1  | 2-2  | 5-2  | 1-1  | 1-1  | 2-2  | 1-1  | 4-1  | 4-0  | 1-0  | 1-1  | 3-1  | –––– |

### Spareggi

#### Play-out
|               | Risultati |              | Luogo e data                  |
| ------------- | --------- | ------------ | ----------------------------- |
| Borgo Podgora | 1-0 (dts) | Tor Sapienza | Borgo Podgora, 19 maggio 2013 |